# Avola
Avola er en italiensk by (og kommune) i regionen Sicilien i Italien, med omkring 30.392(2023) indbyggere.  